# Codice musicale Braille
Il codice musicale Braille è un metodo di lettura e scrittura del pentagramma musicale per i non vedenti. È stato messo a punto dal francese Louis Braille nella prima metà del XIX secolo.
Come per il Braille alfabetico, consiste in simboli formati da un massimo di sei punti, impressi con un punteruolo su fogli di carta spessa o, più raramente, di plastica. Il lettore deve essere consapevole di stare leggendo un pentagramma, a causa della limitata disponibilità dei caratteri Braille (solo 64).
Per un vedente è difficile immaginare il pentagramma in Braille, per il fatto che, mentre nel pentagramma normale una nota è identificata dalla sua posizione nel pentagramma (in chiave di violino la prima linea è un MI, la seconda un SOL e così via), nel braille la nota è individuata da una sequenza discreta di caratteri alfabetici, così pure per le alterazioni, le chiavi, gli abbellimenti ecc.